# Kirche der Verbrennung der Reliquien des Hl. Sava (Barajevo)

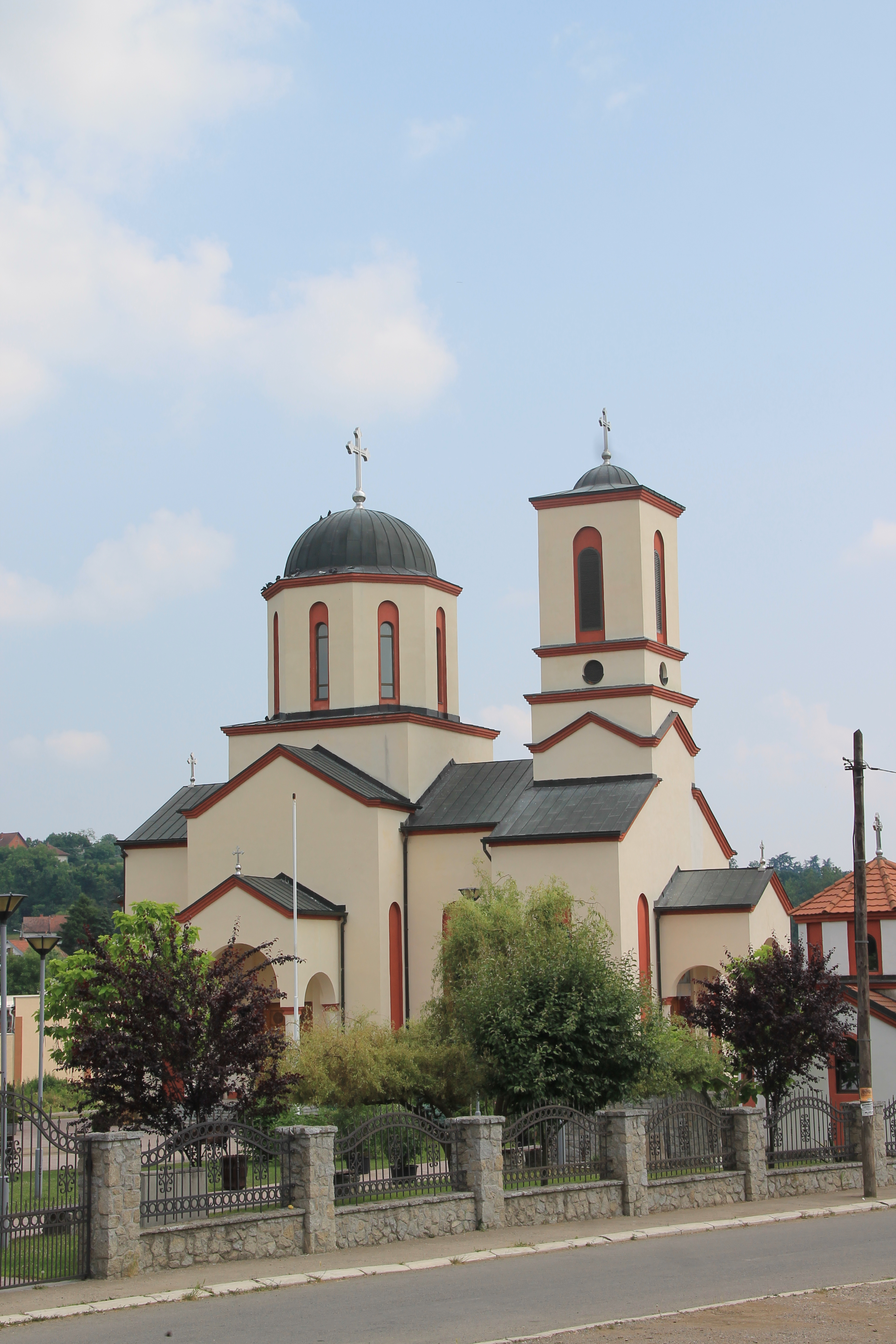
Die Kirche der Verbrennung der Reliquien des Hl. Sava in Barajevo

Die Kirche der Verbrennung der Reliquien des Hl. Sava (serbisch: Црква спаљивања моштију светог Саве, Crkva spaljivanja moštiju svetog Save) ist eine serbisch-orthodoxe Kirche in Barajevo, dem Sitz der Vorstadtgemeinde Barajevo der serbischen Metropole und Hauptstadt Belgrad.
Sie wurde von 2004 bis 2006 erbaut. Das Kirchengebäude ist dem Ereignis geweiht, als die Osmanen im Jahre 1594 unter Sinan Pascha die Reliquien des serbischen Nationalheiligen, des ersten Erzbischof und des Erleuchters des serbischen Volkes, Sava von Serbien auf dem Hügel Vračar in Belgrad demonstrativ verbrannten.
Sie ist die Pfarrkirche der Pfarrei Barajevo I und Sitz der gleichnamigen Kirchengemeinde im Dekanat Beljanica, der Eparchie Šumadija der Serbisch-Orthodoxen Kirche.

## Lage
Die Kirche steht im Zentrum von Barajevo in der Siedlung Gaj, an der Straße Svetosavska ulica Nr. 35. Hinter der Kirche fließt die Barajevska reka durch den Ort. Neben der Kirche befindet sich der Marktplatz von Barajevo. Unweit der Kirche befindet sich auch der Serbisch-orthodoxe Friedhof zu Barajevo.
Neben der Kirche stehen im umzäunten Kirchhof das Pfarrhaus, geweiht dem Hl. Simeon Mirotočivi, das Kirch- und Gemeindezentrum, eine Kapelle zum Kerzen anzünden, ein Kirchbrunnen und ein Pavillon. Der Kirchhof der Kirche gilt als einer der schönsten und dekorativsten der Gegend.

## Geschichte
Im April 2004 wurde mit dem Bau Kirche der Verbrennung der Reliquien des Hl. Sava und des Pfarrhauses begonnen. Am 10. Mai 2006 weihte Bischof Jovan Mladenović  die Kirchenkreuze. Im September 2006 waren die Kirche und das Pfarrhaus fertiggestellt. 
Und am 30. September 2006, dem Feiertag der Hl. Märtyrerinnen Vera, Nada und Ljubav und ihrer Mutter Sofija wurde die Kirche und das Pfarrhaus feierlich vom Bischof der Eparchie Šumadija Jovan Mladenović feierlich eingeweiht. 
Dem Bischof assistierten bei der Einweihung folgende Geistliche: der Erzpriester Miloš Vukojević (der damalige Leiter des Dekanats Beljanica), der Erzpriester und Oberpriester der Mariä-Entschlafens-Kathedrale in Kragujevac Zarije Božović, der Erzpriester und Pfarrpriester von Vranić Radivoje Mitrović, der Erzpriester und Pfarrpriester von Pećani Vojislav Odović, der Erzpriester und Pfarrpriester von Barajevo Vido Milić, der Priestermönch und Vorsteher des Klosters Denkovac Serafim (Božić) und vier Diakone. Zur Kirchenweihe waren hunderte Gläubige gekommen.
Während der feierlichen Einweihung der Kirche wurde in den Kirchenaltar, ein kleiner Teil der Reliquien, des Hl. Großmärtyrer Zar Lazar eingelegt. Die Kircheneinweihung und die liturgische Feier wurde vom Chor des Musikwissenschaftlichen Instituts der Serbischen Akademie der Wissenschaften und Künste unter der Leitung des Akademikers Dimitrije Stefanović begleitet.
Pfarrpriester Vido Milić hatte sich sehr für den raschen Kirchenbau eingesetzt. Er ist seit 2006 bis heute der Priester der Kirche. Als Pfarrdiakon dient in der Kirche Zoran Stanković. Neben Priester Milić hatte sich auch der im Jahre 2007 verstorbene Belgrader Bürgermeister Nenad Bogdanović sehr für die Kirche eingesetzt.
Im Jahre 2016 feierte die Kirche ihr zehnjähriges Jubiläum. Sie besitzt einen eigenen Kirchenchor.

## Architektur
Die einschiffige Kreuzkuppelkirche mit einer halbrunden Altar-Apsis im Osten, einer Rundkuppel über der Mitte des Naos, an der Kreuzung der Seitenarme der Kirche und einem Kirchturm mitsamt einem Narthex und einem Säuleneingangsportal im Westen, ist im Stil der Morava-Schule, einer Stilrichtung des Serbisch-byzantinischen Baustils erbaut. 
Die Kirche besitzt einen Haupteingang an der Westfassade über dem eine Patronatsfreske des Hl. Sava sich befindet und einen Nebeneingang an der Südseite.
Die Kirche besitzt typisch für orthodoxe Kirchen eine (reich verzierte hölzerne) Ikonostase mitsamt Ikonen. Sie ist mit künstlerisch wertvollen byzantinischen Fresken bemalt, diese sind jedoch nicht in Gänze abgeschlossen.

## Galerie

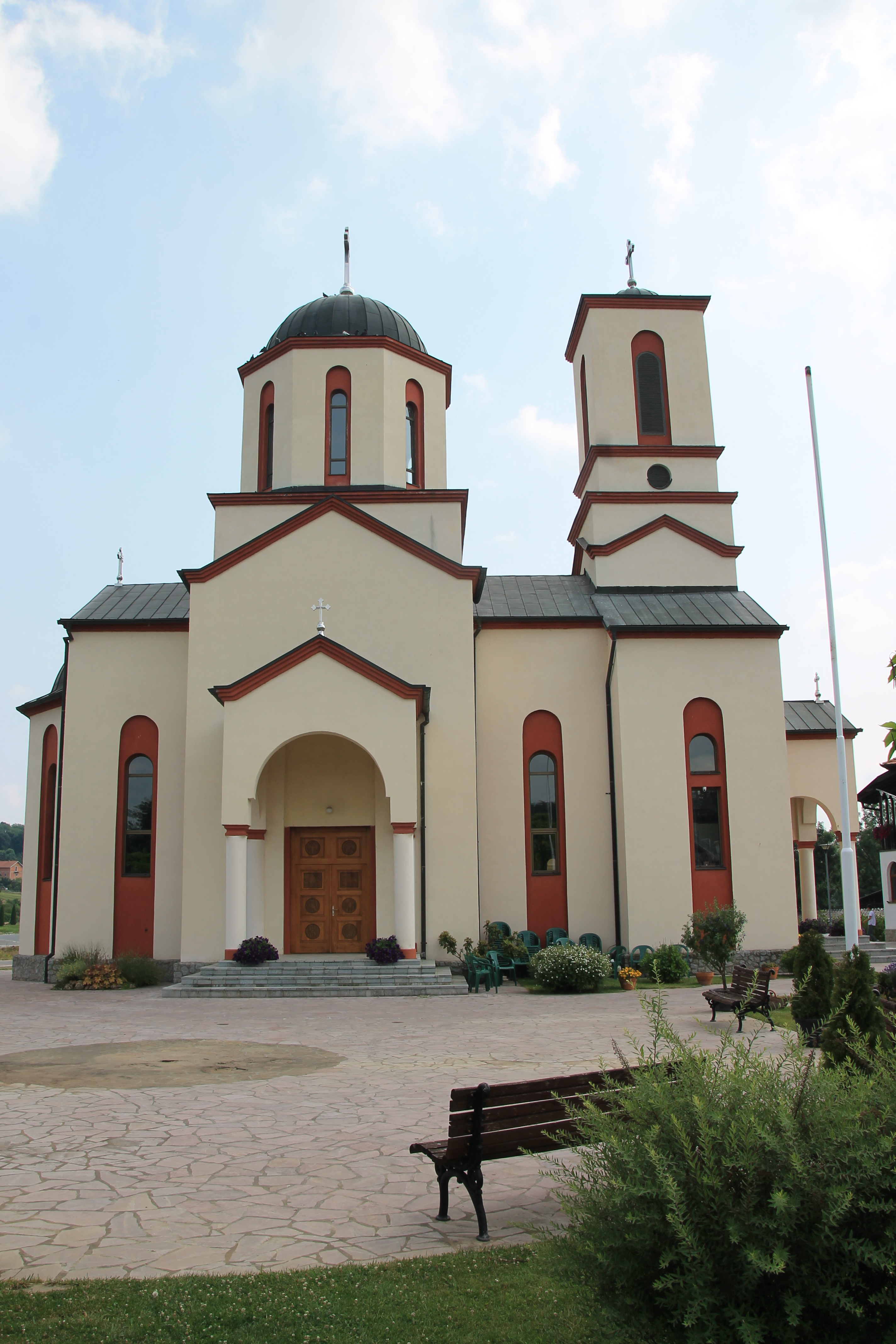
Die Südfassade der Kirche mit Eingang
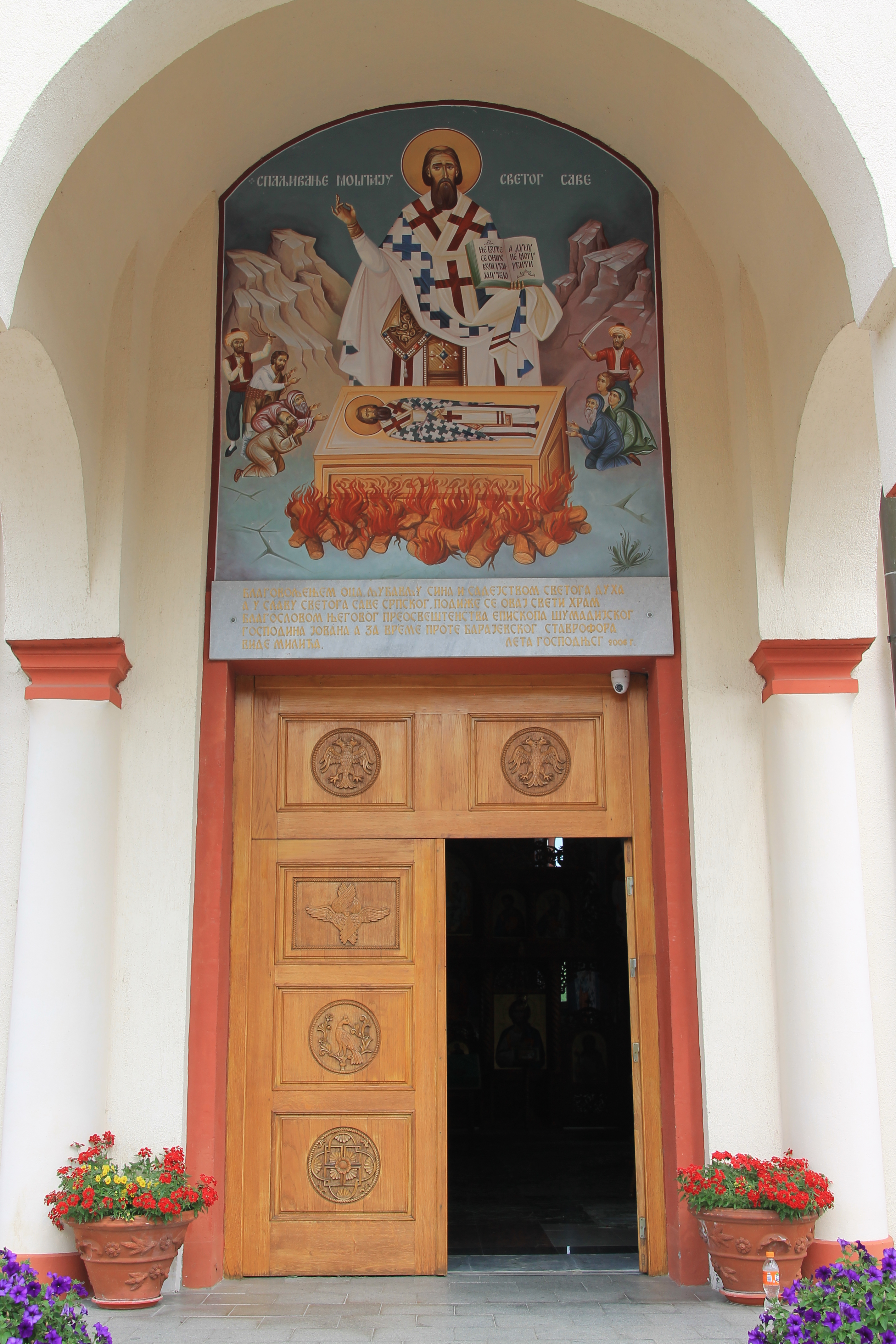
Der Haupteingang mit der Patronatsfreske der Verbrennung der Reliquien des Hl. Sava
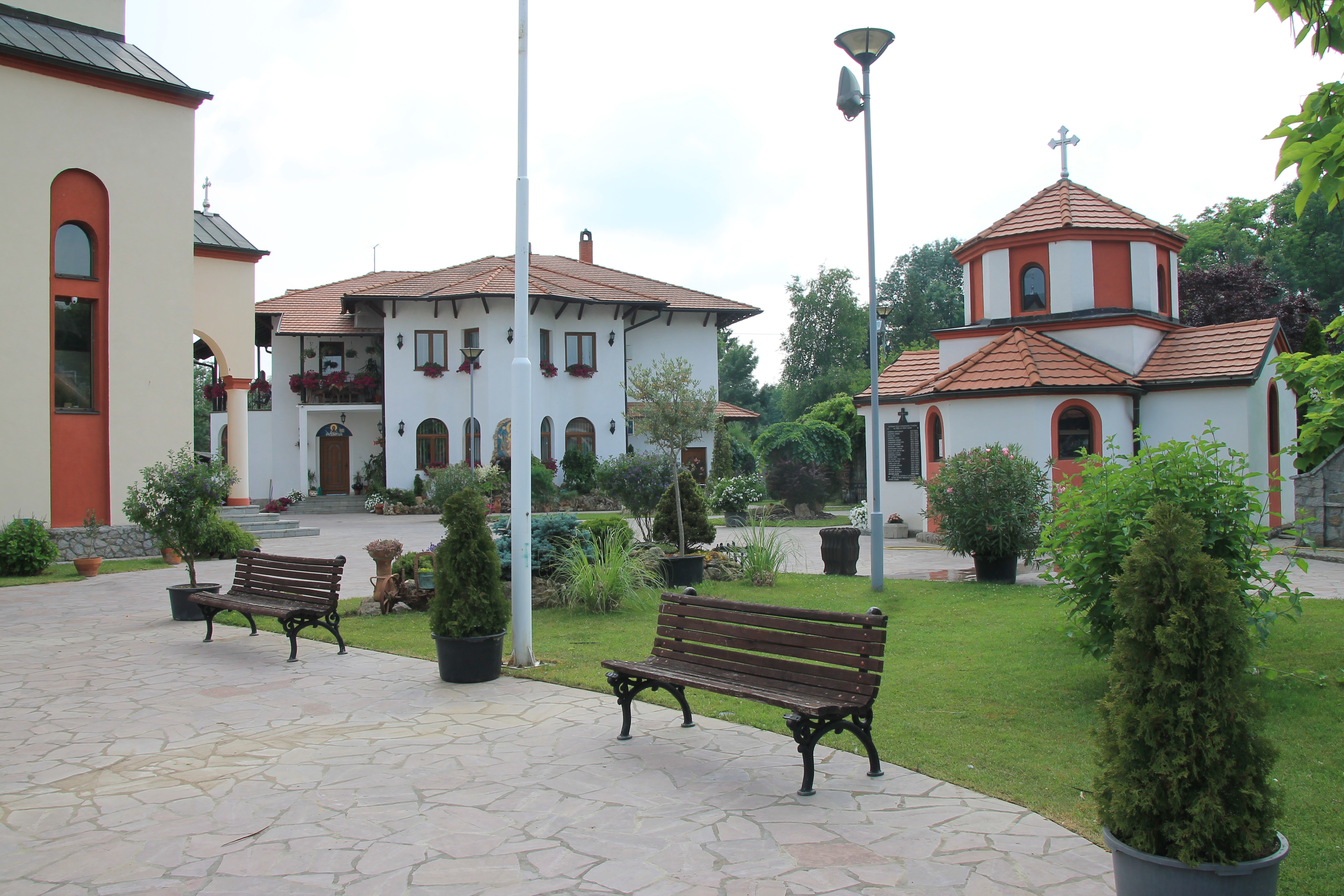
Das Pfarrhaus und die Kapelle im Kirchhof
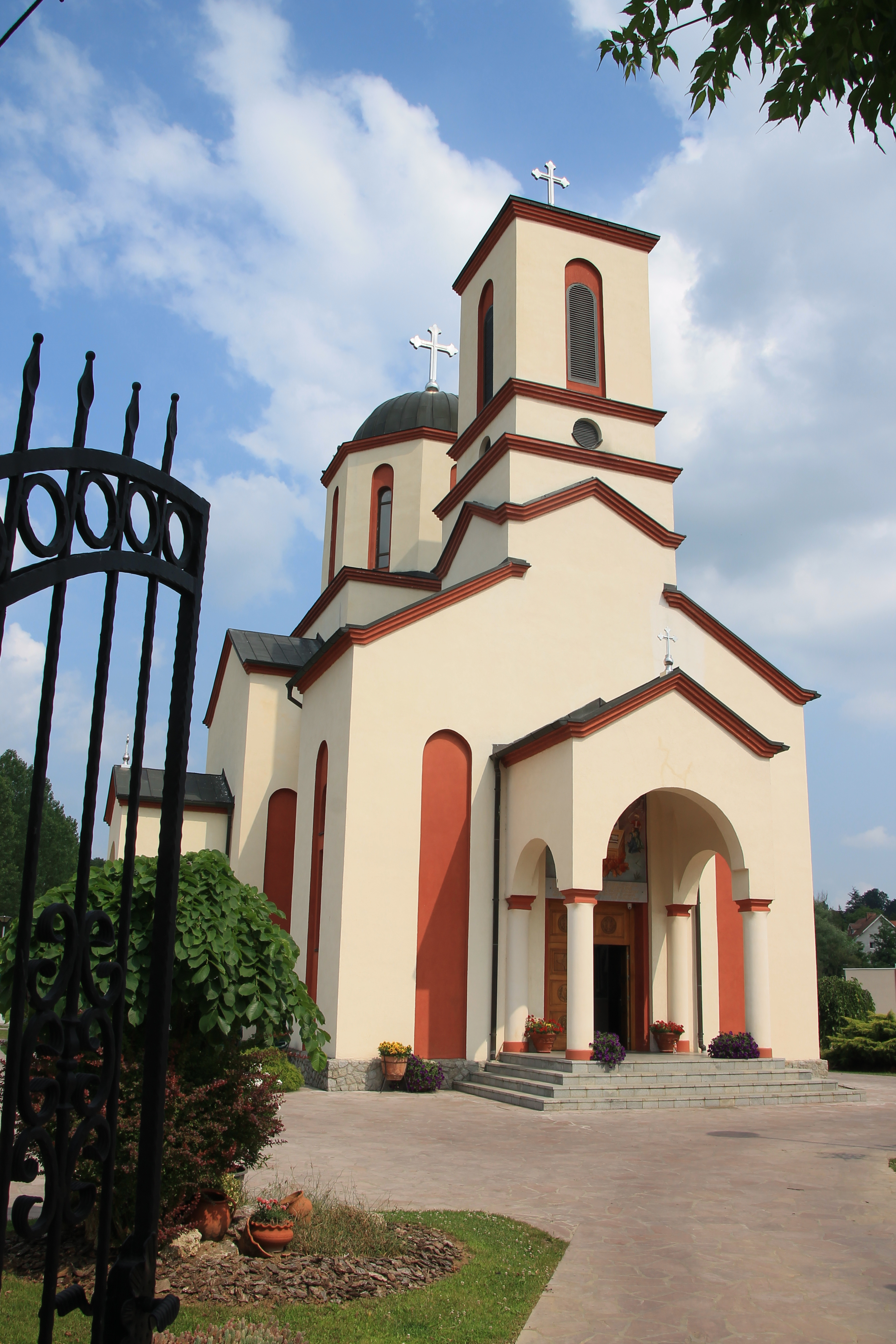
Ansicht des Kirchturms und der Westfassade
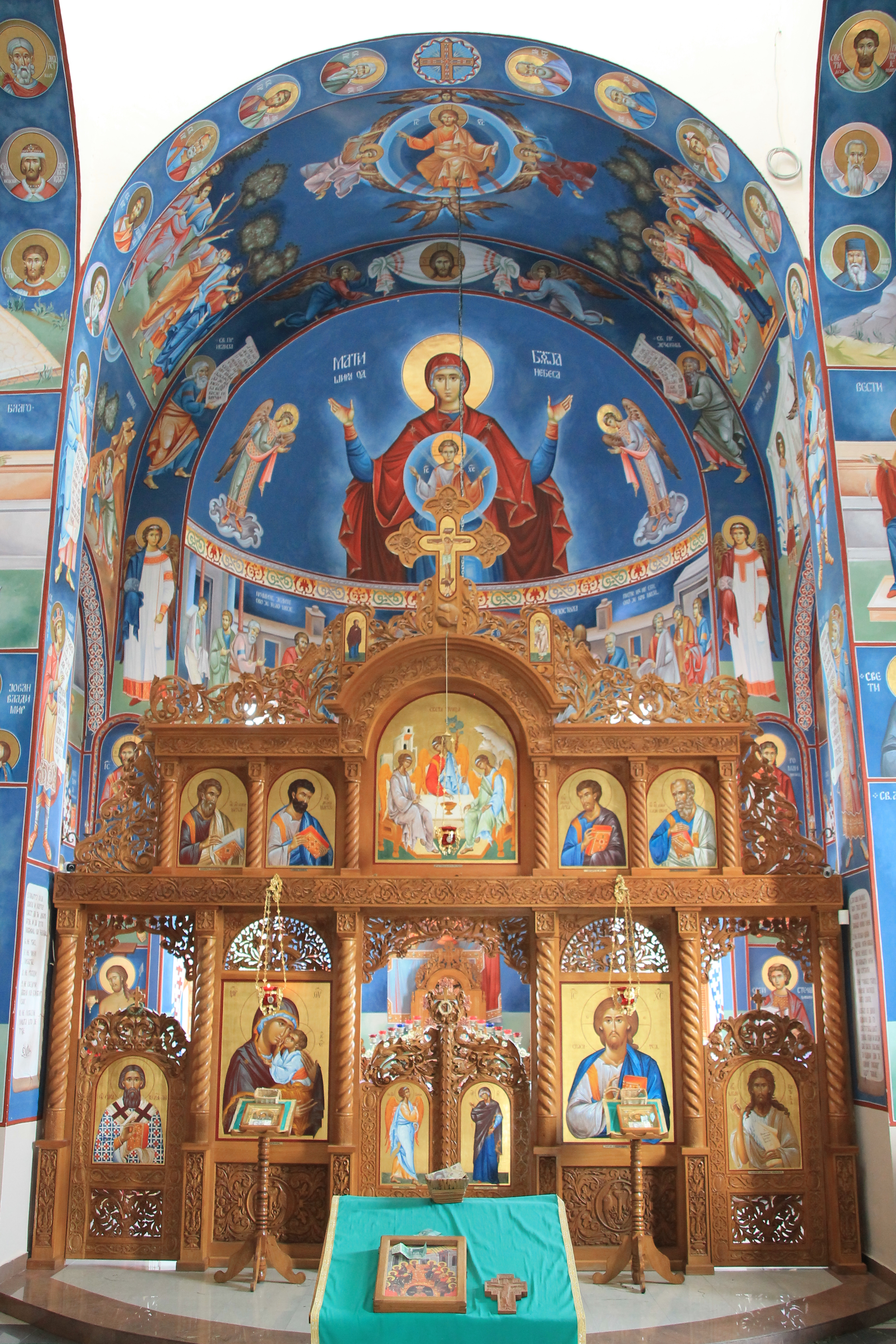
Blick auf die Ikonostase und Fresken im Altarbereich
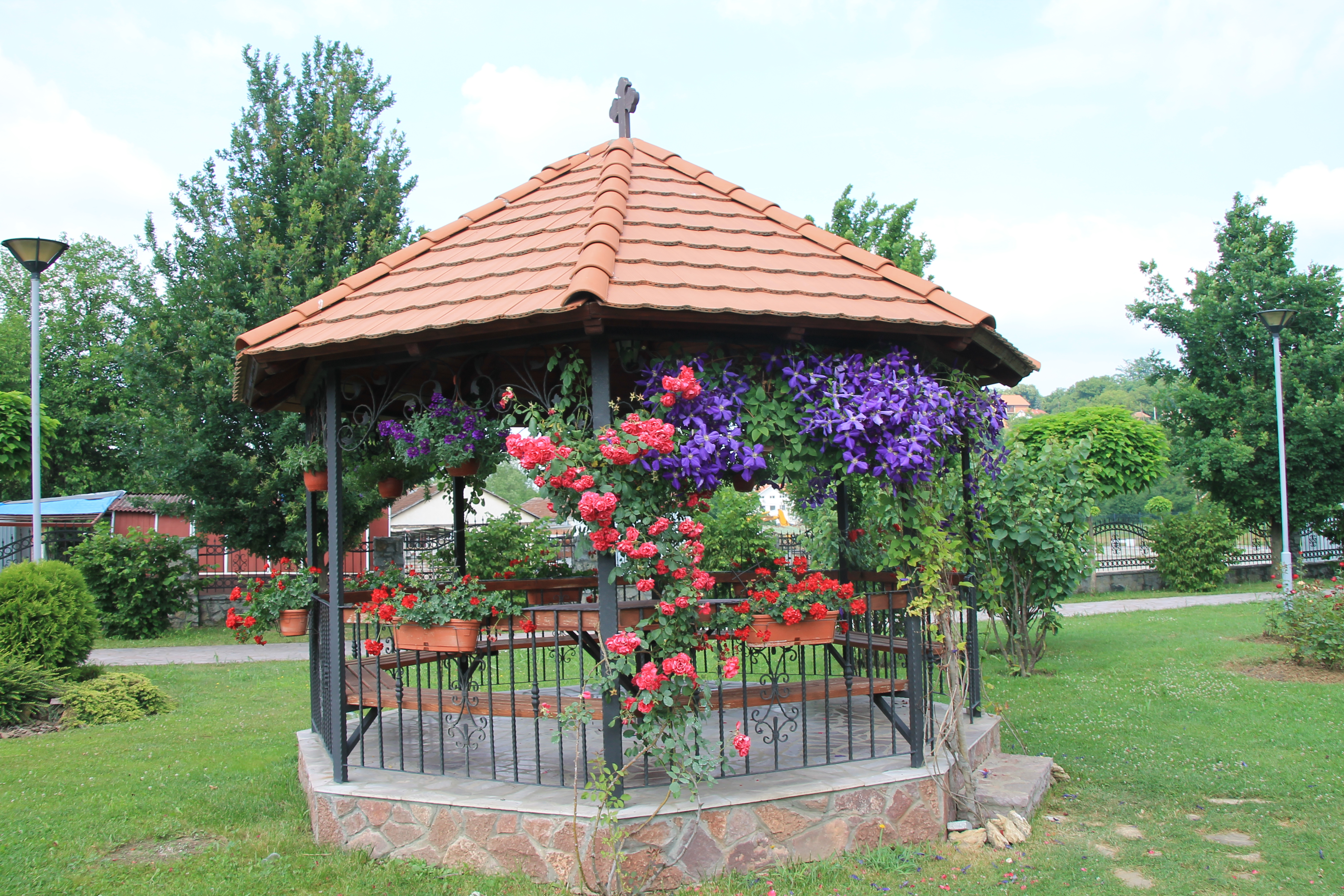
Pavilion mit Blumen geschmückt
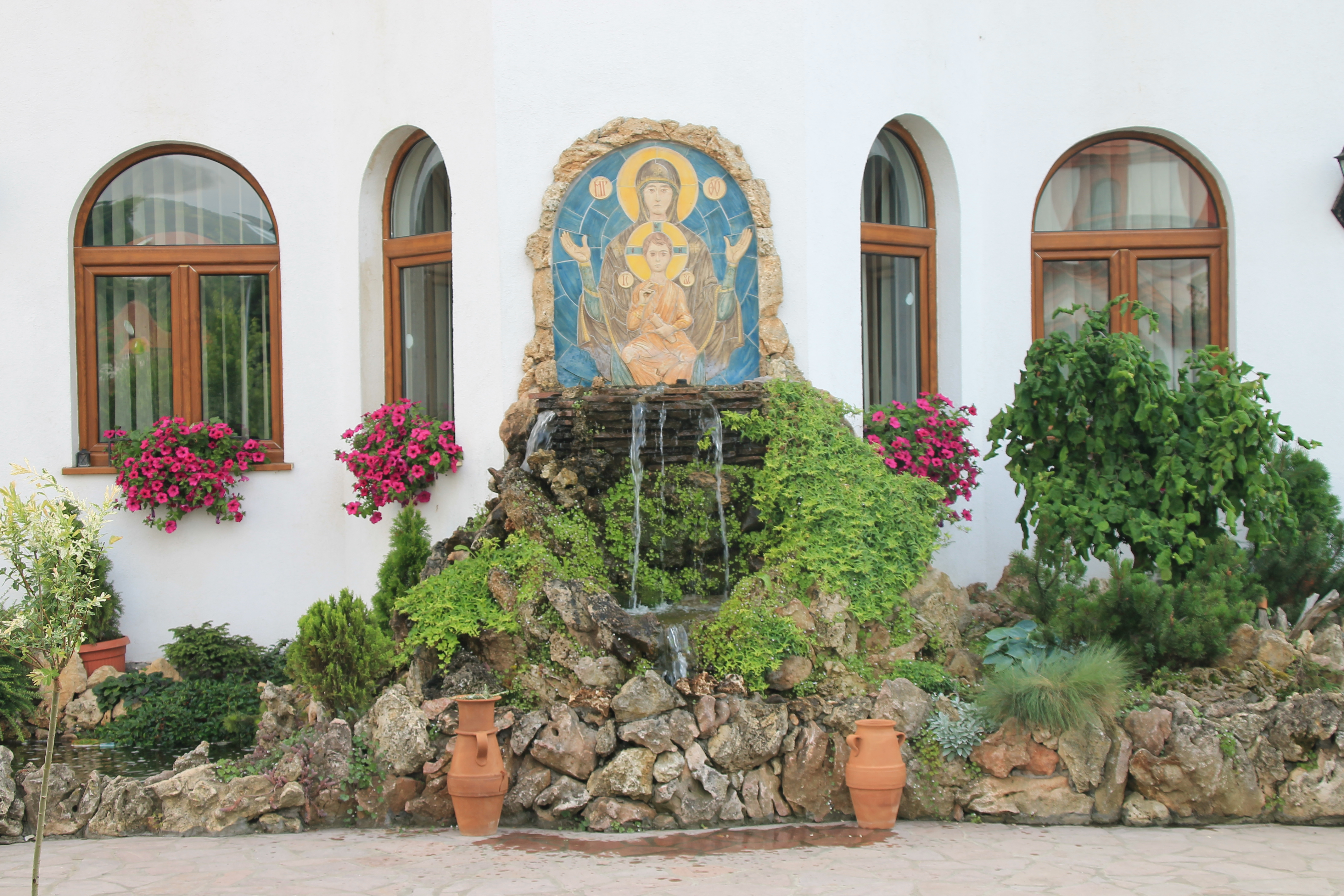
Wasserquelle im Kirchhof
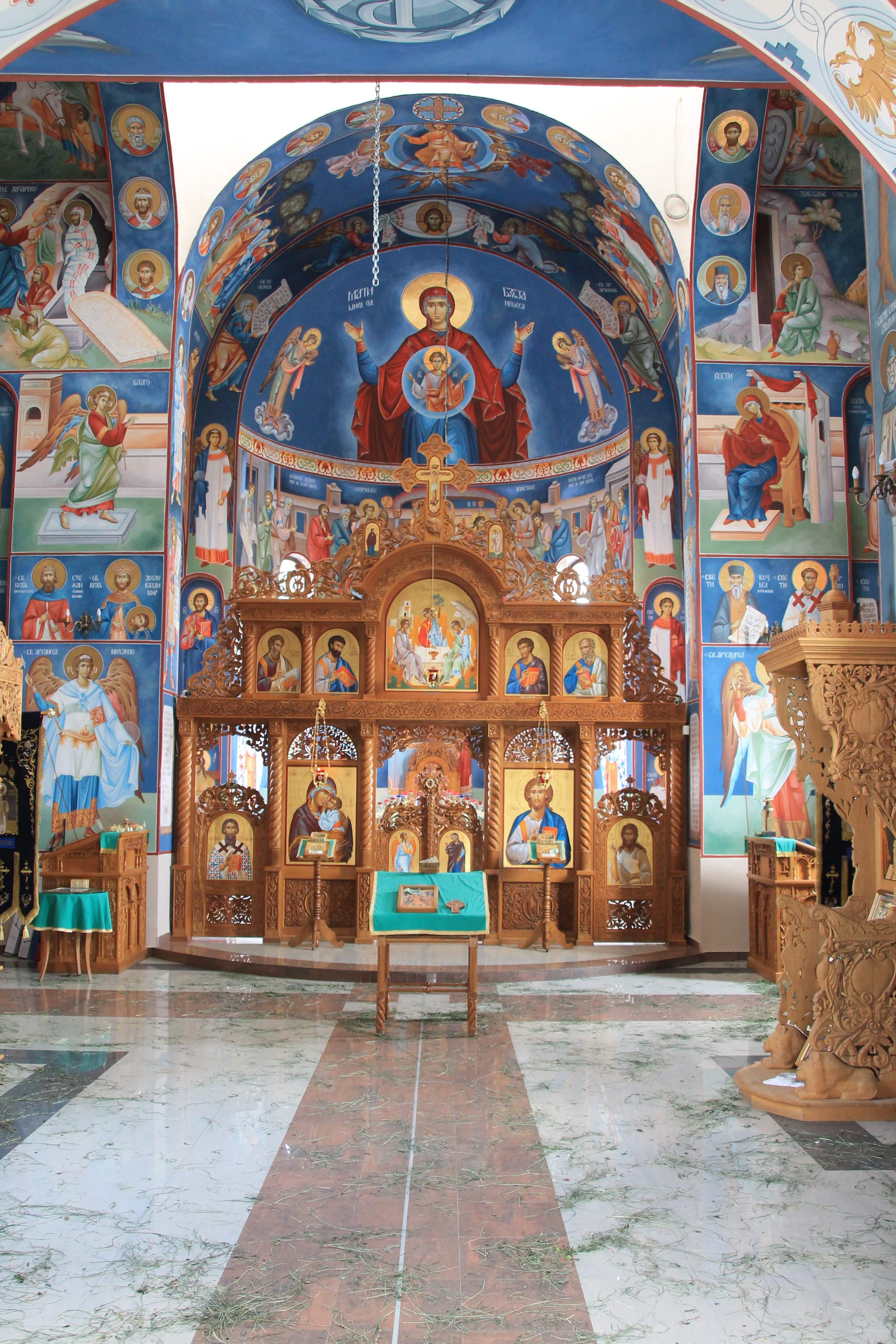
Der Innenraum der Kirche

## Belege
- Artikel über die Kirchengemeinde  auf der Seite des Dekanats Beljanica, (serbisch)
- Artikel über die Einweihung der Kirche in der Kirchenzeitung der Eparchie Šumadija Kalenić auf Seite 24, (serbisch)
- Artikel über die Kirchenfeier auf der Seite der Serbisch-orthodoxen Kirche, (serbisch)
- Artikel über das Zehnjährige Jubiläum der Kirche auf der Seite der Eparchie Šumadija, (serbisch)